# Sävsen
Sävsen är en sjö i Avesta kommun i Dalarna och ingår i Dalälvens huvudavrinningsområde. Sjön har en area på 0,0589 kvadratkilometer och ligger 130,5 meter över havet. Sjön avvattnas av vattendraget Kvarnbäcken.

## Delavrinningsområde
Sävsen ingår i det delavrinningsområde (668204-154371) som SMHI kallar för Inloppet i Bärsjön. Medelhöjden är 129 meter över havet och ytan är 10,82 kvadratkilometer. Det finns inga avrinningsområden uppströms utan avrinningsområdet är högsta punkten. Kvarnbäcken som avvattnar avrinningsområdet har biflödesordning 2, vilket innebär att vattnet flödar genom totalt 2 vattendrag innan det når havet efter 100 kilometer. Avrinningsområdet består mestadels av skog (83 procent). Avrinningsområdet har 0,17 kvadratkilometer vattenytor vilket ger det en sjöprocent på 1,6 procent.